# لئوپولد خرنای
لئوپولد خرنای (هلندی: Léopold Gernaey; ۲۵ فوریهٔ ۱۹۲۷ – ۳۱ ژوئیهٔ ۲۰۰۵) بازیکن فوتبال اهل بلژیک بود.
از باشگاه‌هایی که در آن بازی کرده‌است می‌توان به باشگاه فوتبال اوستنده اشاره کرد.
وی همچنین در تیم ملی فوتبال بلژیک بازی کرده‌است.